# Bosavi jezici
Bosavi jezici, jedna od skupina transnovogvinejskih jezika raširenih na području Papue Nove Gvineje. pripadaju joj 8 jezika, to su: aimele [ail], 140 (2000); beami [beo], 4.200 (Wurm and Hattori 1981); dibiyaso [dby], 1.950 (2000 popis); edolo [etr], 1.670 (2000 popis); kaluli [bco], 2.500 (1994 SIL); kasua [khs], 600 (1990 SIL); onobasulu [onn], 700 (2000 SIL); sonia [siq], 300 (1988 Shaw).

## Vanjske poveznice
- Ethnologue (14th)
- Ethnologue (15th)